# Baluba du Kasaï
 (juin 2020).
Si vous disposez d'ouvrages ou d'articles de référence ou si vous connaissez des sites web de qualité traitant du thème abordé ici, merci de compléter l'article en donnant les références utiles à sa vérifiabilité et en les liant à la section « Notes et références ».
Cet article concerne le peuple. Pour la langue, voir luba-kasaï. Pour l’ensemble des peuples luba, voir Luba (peuple). Pour les autres significations, voir Baluba.
Les Baluba du Kasaï (ou Baluba-Kasaï, Luba-Kasaï, Bena-Kasaï, Baluba Bena-Kasaï) sont un peuple de la République démocratique du Congo vivant principalement dans la région du Kasaï, au sud de la rivière Sankuru, et appartenant au grand groupe des Luba. Ils parlent le tshiluba qui est une langue de la famille des langues bantoues du groupe de langues luba. Leur origine historique est le Katanga aux environs du lac Kisale et lac Upemba.

## Présentation et localisation
Les Baluba du Kasaï sont un peuple bantou de la République démocratique du Congo. Ils sont constitués d'une multitude de tribus (bisamba) et de clans (bifuku). On dénombre environ 608 clans ou groupements de Baluba du Kasaï. Toutes ces tribus ont en commun la langue tshiluba, et manifestent beaucoup de traits culturels communs. Ils partagent une histoire politique commune remontant à l'empire Luba, né dans les environs du lac Upemba au Katanga.
Le mot Baluba prête à confusion car porté par plusieurs peuples. En plus des Baluba du Kasaï, il existe les Baluba du Katanga. Ces peuples dénommés Baluba ou Luba sont toutefois liés historiquement, linguistiquement et culturellement.
Les Baluba du Kasaï habitent dans cinq provinces (le Kasaï, le Kasaï-Central, le Kasaï-Oriental, le Lomami et le Sankuru), sur un espace de près de 70 000 km2. Leur territoire est bordé à l'ouest par la rivière Kasaï où sur la rive gauche vivent les Bashilele, Bawongo, et les Bapende. Ils vivent à cheval sur la rivière Kasaï, à partir de Tshikapa, jusqu'à la frontière avec l'Angola. Dans cette partie du sud-ouest, leurs voisins immédiat sont les Tshokwe sur la rive gauche et les Balwalwa sur la rive droite de la rivière (Territoire de Luiza). Au sud, ils sont bordés par les Babindi qui habitent le sud du territoire de Kazumba, les Bakete du sud qui habitent le territoire Luiza et une partie du secteur de Tshishilu au sud du territoire de Dibaya et le sud-ouest du territoire de Kamiji. Ils sont aussi bordés par les Kanyoka dans le territoire de Luilu. À l'est ils sont bordés les Basonge, au nord-est par les Babindi (Bangani, Babindi du nord), les Bakwa-Mputu. Au nord-ouest ils sont bordés par les Bakuba qui habitent le territoire de Mweka; par les Bakete du nord dans le territoire de Luebo dans l'extrême nord-ouest entre Luebo et au confluent de la Lulua et du Kasaï.

## Histoire
(juin 2022).
Si vous disposez d'ouvrages ou d'articles de référence ou si vous connaissez des sites web de qualité traitant du thème abordé ici, merci de compléter l'article en donnant les références utiles à sa vérifiabilité et en les liant à la section « Notes et références ».
L’État luba est l'un des plus anciens royaumes du Congo central vers le IIe siècle et le IVe siècle.
Les Baluba du Kasaï se créent à la suite d'une scission avec les Baluba du Katanga. La tradition orale de ce peuple cite Nsanga a Lubangu qui est une contrée mythique devant être située dans le Katanga.
Durant une multitude de vagues d'immigration, ils ont quitté Nsanga a Lubangu pour s’installer dans le Kasaï au cours du XVIe, XVIIe et XVIIIe siècles. La plus connue des vagues de migration est celle qui était causée par la pénétration des esclavagistes arabes, menés notamment par Tippo Tip, dans le pays Luba vers la milieu du XIXe siècle.
Le premier empire Luba fut fondé par N'kongolo Mwamba vers le XVe siècle, et son neveu Ilunga M'bidi Kalala fonda le second empire de Lunda.
Le système politique Luba était fondé sur la notion du Bulopwe. Tous les Baluba se réclament descendants du patriarche Ilunga Mbidi Kiluwe, le père de Ilunga Mbidi Kalala. C'est sous sa personnalité et son autorité que la structure du premier empire commença à prendre forme et à s'étendre.
Depuis leur arrivée dans la région du Kasai, les Baluba ont toujours vécu en chefferies indépendantes l'une de l'autre.

## Langue
Les Baluba du Kasaï parlent le tshiluba qui est une langue de la famille des bantoues.

## Composition ethnique
Les Baluba du Kasaï sont subdivisés en plusieurs sous-ethnies, elles-mêmes en tribus (bisamba), puis clans (bifuku) et lignées (mbelo).
Les sous-ethnies principales sont les Luluois(es) ou Luluas (Bena-Lulua), Baluba-Lubilanji (Bena-Lubilanji), Bakwa-Luntu, Bakwa-Nyambi, Bena-Mayi, et Bena-Nsadi (Lulua divers).
Les Luluas (Bena-Lulua) habitent la vallée de la rivière Lulua, notamment dans le territoire de Ndemba, Kananga, et une partie des territoires de Dibaya, Kazumba, Luebo, et Tshikapa (kamonia).
Voici la liste non exhaustive de tribus parmi les Baluba du Kasaï selon leurs sous groupes :
| Tribus Bena-Lulua                                                                                           | Tribus Bena-Lulua                                                                            | Tribus Bena-Lulua                                                                           | Tribus Bena-Lulua                                                                                         | Tribus Bena-Lulua                                                                                           | Tribus Bena-Lulua                                                                                                 | |
| --- | -------------------------------------------------------------------------------------------- | ------------------------------------------------------------------------------------------- | --- | --- | --- | --- |
| - Bajila-Kasanga - Bakwa-Diyaya - Bena-Mutshipayi - Bakwa-Beya - Bena-Kamwanga - Bakwa-Katawa - Bena-Ngoshi | - Bakwa-Biayi - Bena-Kabeya - Bajila-Mpiampia - Bena-Tshinyangu - Bakwa-Mukuna - Bakwa-Ndayi | - Bakwa-Nkoyi - Bakwa-Mfunya - Bakwa-Tshipanga - Bena-Ndayi - Bakwa-Tshilomba - Bena-Muamba | - Bena-Ngandu - Bena-Mudianga - Bakwa-Mashi - Bena-Tshinema - Bakwa-Ndolo - Bena-Kabiye - Bakwa-Tshilundu | - Bakwa-Mushilu - Bena-Kasanzu - Bena-Kapuya - Bena-Tshonga - Bena-Kashiye - Bena Tshinema - Bajila-Kapumbu | - Bena Kambulu - Bena-Tshibondo - Bena-Tshimungu - Bena Kalombo - Bakwa-Tshidimba - Bakwa Mulume - Bakwa Tshimuna | - Bena Fuamba - Bakwa Tshame - Bakwa Tshisumba - Bakwa Tshipamba - Bena Tshiloba - Bakwa Nkate - Bakanga |

Les Bena-Lubilanji habitent le district de Tshilenge, Mbuji-Mayi, et une partie du territoire de Ngandajika.
| Tribus Bena-Lubilanji | Tribus Bena-Lubilanji                                                                                              | Tribus Bena-Lubilanji                                                                                            | Tribus Bena-Lubilanji | Tribus Bena-Lubilanji | Tribus Bena-Lubilanji                                                                                 | Tribus Bena-Lubilanji                                                                                   |
| --- | --- | --- | --- | --- | --- | --- |
| - Bakwa-Boowa - Bakwa-Tshilunda - Bakwa-Tshinene - Bakwa-Tshisamba - Bakwa-Dishi (Disho) - Bakwa-Hooyi - Bakwa-Kalonji - Bena-Kaseki | - Bakwa-Kandu - Bakwa-Lonji - Bakwa-Lukoka - Bakwa-Mpuka - Bakwa-Mulumba - Bakwa-Ndaba - Bena-Mande - Bena-Kafumbu | - Bakwanga - Bakwa-Nsumpi - Bakwa-Nyanga - Bakwa-Nsumba - Bakwa-Ntembwe - Basangana - Bena-Luanga - Bena-Kanyana | - Bashila-Kasanga - Bashingala - Bena-Tshilunda - Bena (mwa) Cimenga - Bena-Tshitolo - Bena-Tshizubu - Bena-Mpiana Mukala | - Bena-Kabindi - Bena-Kalambayi - Bena-Kanyiki Kapangu - Bena-Kanyiki Mbamba Tshula - Bena-Kanyiki Mutembwa - Bena-Kapuya - Bena Muembia - Beea-Lulamba | - Bena-Mpiana - Beea-Lusala - Bena-Mbulanga - Bena-Mpuka - Bena Kazadi - Bena Katuku - Bakwa Ntombolo | - Bakwa Kashila - Bakwa Kanda - Bena-Mulenga - Bena-Ngandajika - Bena-Nomba - Bena-Nsona - Bena-Nshimba |

Chaque tribus est subdivisé en clans.
Les Bakwa-Luntu habitent dans le territoire de Dimbelenge à l'exception du secteur de Lukibu, et sont aussi une poignée dans le territoire de Ndemba.
| Tribus Bakwa-Luntu                                                                                        | Tribus Bakwa-Luntu                                                                  | Tribus Bakwa-Luntu                                                                             | Tribus Bakwa-Luntu | Tribus Bakwa-Luntu                                                                                           | Tribus Bakwa-Luntu                                                                                               |
| --- | ----------------------------------------------------------------------------------- | ---------------------------------------------------------------------------------------------- | --- | --- | --- |
| - Babwa-Kanyinga - Bakwa-Balela - Bakwa-Dilungi - Bakwa-Indu - Bakwa-Katulayi - Bakwa-Loko - Bakwa-Lukusa | - Bakwa-Lule - Bakwa-Mayi - Bakwa-Mfika - Bakwa-Mibalu - Bakwa-Mpungu - Bakwa-Mputu | - Bakwa-Mubiayi - Bakwa-Mukala - Bakwa-Ndaye - Bakwa-Ngombe - Bakwa-Ngoyi Babadi - Bakwa-Ngula | - Bakwa-Nsadi - Bakwa-Shisumba - Bakwa-Tshibasu - Bakwa-Tshikandu - Bakwa-Tshilumba - Bakwa-Tshimanga - Bashila-Kasanga | - Basonge Babembe - Bena-Bele - Bena-Kalombo - Bena-Kapuki - Bena-Lumonyo - Bena-Mena - Bena-Mukenyi a Mbuyi | - Bena-Musenga - Bena-Nganza - Bena-Ngeya Ngombe - Bena-Nkamba Kalela - Bena-Nkelende - Bena-Nkoma - Bena-Tshadi |

Les Bakwa-Nyambi habitent dans le secteur de Nyambi, territoire de Tshikapa.
| Tribus Bakwa-Nyambi                       | Tribus Bakwa-Nyambi           | Tribus Bakwa-Nyambi      | Tribus Bakwa-Nyambi               | Tribus Bakwa-Nyambi        | Tribus Bakwa-Nyambi         |
| ----------------------------------------- | ----------------------------- | ------------------------ | --------------------------------- | -------------------------- | --------------------------- |
| - Bena Mbiye - Bena Kalenga - Bakwa Muiyi | - Bakwa Lukodi - Bakwa Kalume | - Bakwanga - Bena Lumuna | - Bena-Tshinkobo - Bakwa-Tshiduwa | - Bakwa Bowa - Bena Nsamba | - Bakwa Nkala - Bena Kapila |

Les Bena-mayi habitent le secteur de Tshikapa, ville de Tshikapa, et le secteur de Kasaï-Kabambayi
Les Bena-Nsadi habitent les secteurs de Kasaï-Lunyeka, Kasadisadi, et une partie de Longotshimo.
Bien que chaque tribu a évolué de façon indépendante vis-à-vis des autres, les Baluba ont en commun culture, langue, et tradition. Ils se réclament en plus de descendre d'un ancêtre commun Ilunga Mbidi, le patriarche du peuple Luba et de son empire.

## Culture et traditions

### Arts
Les legs de l'empire sont encore visibles dans la région du Kasaï et de l'Upemba, ou les coutumes locales, ont une forte influence Luba.
Outre la danse et la musique, les Baluba du Kasaï sont aussi réputés pour leurs éloges poétique nommée Kasala. Ce genre de chansons a donné naissance au style musical Mutuashi.

## Personnalités
(avril 2023).
Sciences
- Gaston Kalambay Lumpungu[réf. nécessaire]
- Bonaventure Olivier Kalongo Mbikayi[réf. nécessaire]
- Tshibangu Tshasu Kalala[réf. nécessaire]
- Kasongo Muidinge[réf. nécessaire]
- Mathias Buabua Wa Kayembe[réf. nécessaire]

Sports
- Pierre Mwana Kasongo, footballeur professionnel[réf. nécessaire]
- Kombela Kabamba Kabengele[réf. nécessaire]
- Tshingambu Mulowayi Kabengele[réf. nécessaire]

Musique, art et cinéma
- Petrous Ngalula Ependa Kiawabi, alias Ngalufar, (comédien)[réf. nécessaire]
- Jules Shungu Wembadio Pene Kikumba, dit Papa Wemba ( Chanteur, acteur )
- JB Mpiana (chanteur)
- Tshala Muana (chanteuse)
- Héritier Watanabe (chanteur)
- Docteur Nico, pseudonyme de Nico Kasanda wa Mikalay (chanteur)
- Grand Kallé, pseudonyme de Joseph Athanase Kabasele Tshamala (chanteur)
- Dieudonné Kabongo (comédien, humoriste, musicien, acteur, conteur)
- Spilulu (DJ, musicien, acteur, compositeur)
- Kabasele ya Mpanya, dit Pepe Kalle (chanteur)
- Mars Kadiombo

Politique
- Albert Kalonji Ditunga
- Étienne Tshisekedi wa Mulumba
- Félix Tshisekedi
- Munganga Kabongo
- Williams Lazamoto Mukongo
- Mabi Mulumba
- Évariste Boshab
- Claudel-André Lubaya

Littérature
- Paul Lomami Tshibamba
- Pie Tshibanda, psychologue, écrivain et conteur.

Histoire
- Ngongo Lutete
- Kongolo Mwamba
- Kalala Ilunga, fils de Mbidi Kiluwe et neveu de Nkongolo Mwamba ;
- Ilunga wa Luhefu, fils de Kalala Ilunga, il s’installa à Bisonge ;
- Kasongo Mwine Kabanze, fils de Ilunga wa Luhefu, s’établit à Kibanza ;
- Kasongo Kabundulu, fils de Mwine Kabanze, s’établit à Katundu ;
- Ngoy-a-Sanza, fils de Kasongo Kabundulu, résida à Kapulu ;
- Mwine Nkombe Ndayi, fils de Ngoy-a-Sanza, s’établit à Nkombe ;
- Kadilo Sokela Bota, fils de Mwine Nkombe, s’installa à Budi ;
- Kenkenya, fils de Kadilo s’établit à Bwilu ;
- Ilunga Nsungu succéda à son père Kenkenya et s’établit à Lubala ;
- Kumwimba Ngombe qui est le roi de l'apogée succéda à son père Ilunga Nsungu, il résida à Budumbe ;
- Ndayi Mushinga, fils de Kumwimba Ngombe, n’eut pas le temps de construire un village car, après une année de règne, il fut battu et tué par son frère Ilunga Kabale ;
- Ilunga Kabale, s'installa à Bene Dyombo ;
- Maloba Konkola, fils aîné de Ilunga Kabale, lui succéda, mais trois mois après, il fut battu et décapité par son frère Kitamba ;
- Kitamba prit le pouvoir, il battit encore un frère, mais un an après, lui aussi fut tué par son frère Kasongo Kalombo, cinquième fils de Ilunga Kabale ;
- Kasongo Kalombo, fils de Ilunga Kabale, succéda à Kitamba ;
- Ndayi Mande, frère de Kasongo Kalombo lui succéda, combattu par son frère Kasong’wa nyembo ;
- Kasong’wa Nyembo qui avait pris le pouvoir de Ndayi Mande eut affaire à son frère Kabongo avec qui il engagea une guerre qui dura des années et qui coûta beaucoup en vies humaines et en richesse à la population.